# Архивы Украины (журнал)
«Архивы Украины» (укр. Архіви України) — украинский журнал, печатный орган Государственного комитета архивов Украины и Института украинской археографии и источниковедения им. Грушевского НАН Украины (с 1993 года). Основан в 1947 году как «Научно-информационный бюллетень Архивного управления при МВД УССР» для служебного пользования. Выходил нерегулярно, до 1957 года на русском языке, тираж — 200—300 шт.
После перевода в 1960 году архивных учреждений из системы МВД в ведение Архивного управления (с 1974 года — Главного архивного управления) при Совете министров УССР бюллетень выходил 6 раз в год. С 1965 года издается под современным названием «Архивы Украины». С 1980 года — издание журнального типа, с 1991 года — научно-практический журнал.
Начиная с 1992 журнал выходит, как правило, спаренными номерами, с 1998 года печатается незначительным тиражом только для архивных учреждений страны. Содержит статьи, посвящённые архивоведению и архивному делу, публикует подборки архивных документов, обзоры источников, документальные очерки, кино- и фотодокументы. С 1999 года — в подчинении Государственного комитета архивов Украины.